# Charaxes mars
Charaxes mars är en fjärilsart som beskrevs av Otto Staudinger 1886. Charaxes mars ingår i släktet Charaxes och familjen praktfjärilar. Inga underarter finns listade i Catalogue of Life.

## Bildgalleri

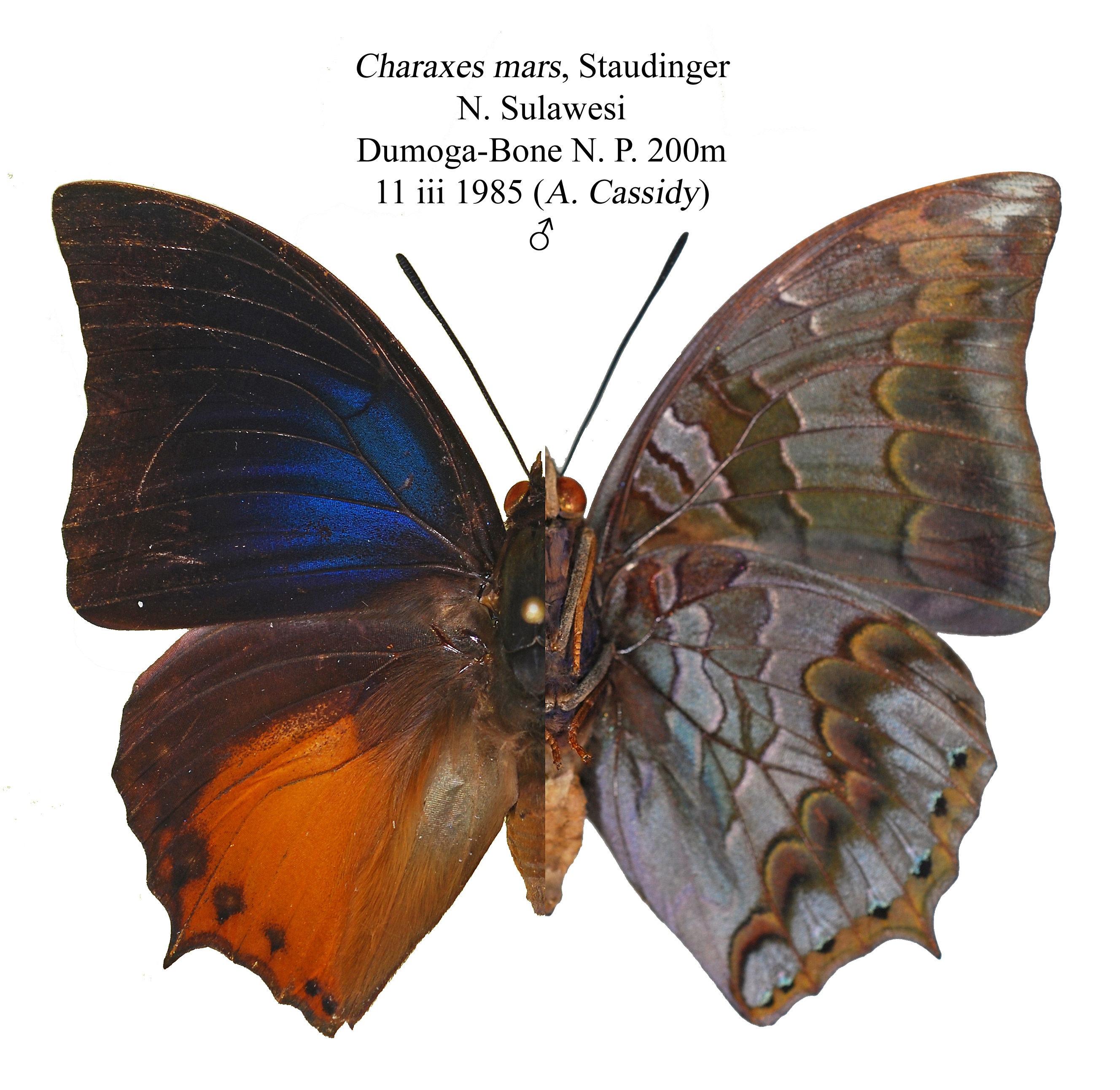
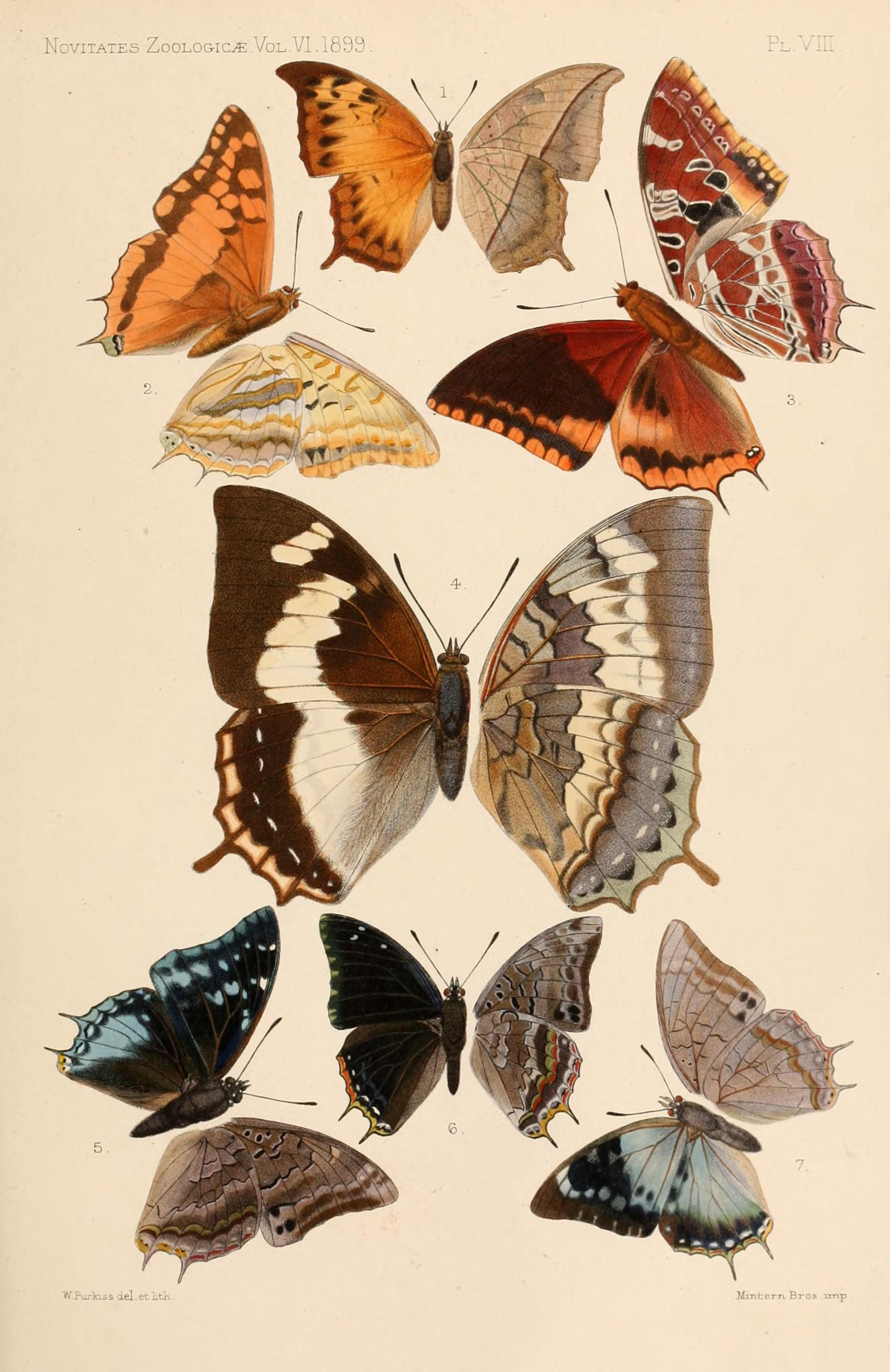